# エリアリンク (不動産)
エリアリンク株式会社 (Area link Co., Ltd.) は、東京都千代田区に本社を置く不動産運用サービス会社である。嘗て展開していた同名屋号のコンビニエンスストア『エリアリンク』とは無関係。

## 事業概要
- 不動産運用サービス事業
  - ストレージ事業（ハローストレージ）
  - オフィス事業（ハローオフィス）
  - アセット事業
  - 不動産再生・流動化サービス事業

## 沿革
- 1995年（平成7年）4月21日 - 千葉県船橋市に株式会社ウェルズ技研を設立。
- 1998年（平成10年）7月 - 千葉市美浜区に本店所在地を移転。
- 1999年（平成11年）3月 - 空地に収納用コンテナを設置し賃貸する「ハローコンテナ」事業を開始。
- 2000年（平成12年）9月 - エリアリンク株式会社に商号変更。
- 2001年（平成13年）8月 - 東京都千代田区霞が関に本店所在地を移転。
- 2003年（平成15年）8月8日 - 東京証券取引所マザーズに上場。
- 2009年（平成21年）4月 - 千代田区神田小川町を本店所在地を移転。
- 2016年（平成28年）12月 - 千代田区外神田に本店所在地を移転。
- 2020年（令和2年）5月1日 - 市場選択制度により東京証券取引所第二部へ市場変更。
- 2022年（令和4年）4月 - 東証スタンダート市場　移行

## 事業所
- 大阪オフィス

## 運営サイト
- ハローストレージ[1]
- ハローオフィス[2]
- ハロービズハウス・ハロービズストレージ
- トランクルームで土地活用Arealink
- kurasul || クラスル -